# Acacia koa
Acacia koa é uma espécie de leguminosa do gênero Acacia, pertencente à família Fabaceae.